# Ацилпереносящие белки

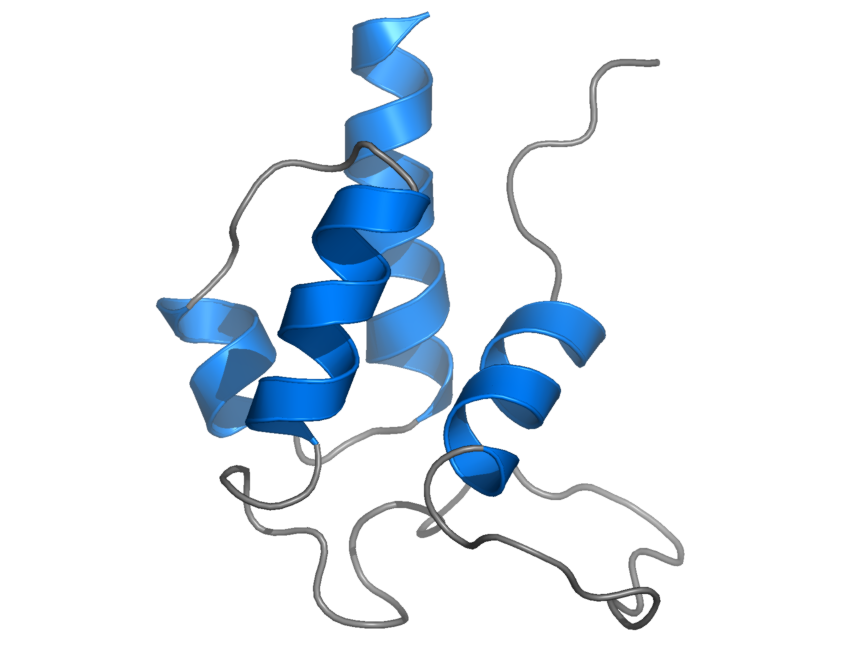
Ацилпереносящий белок синтазы поликетида актинородина стрептомицета Streptomyces coelicolor

Аци́лперенося́щие белки́ (англ. acyl carrier protein, ACP) — небольшие водорастворимые белки, важный компонент в биосинтезе жирных кислот и поликетидов, связывающий растущую углеродную цепь через свою простетическую группу — остаток 4′-фосфопантетеина.

## Структура
Ацилпереносящие белки — сравнительно небольшие (около 80 аминокислотных остатков) отрицательно заряженные молекулы, свёрнутые в альфа-спирали и сходные в разных группах организмов по аминокислотной последовательности. Структура многих ацилпереносящих белков описана с использованием методов ядерно-магнитного резонанса и кристаллографии.
Белок экспрессируется в форме апопротеина (неактивной формы). Холопротеин (активная форма) формируется в результате переноса остатка фосфопантетеина с кофермента А на консервативный остаток серина в средней части пептидной цепи. Реакцию осуществляет 4′-фосфопантетеинтрансфераза — синтаза голо-ацилпереносящих белков.

Фосфопантетеин — простетическая группа ацилпереносящего белка

4′-Фосфопантетеин — необходимая простетическая группа ряда ацилпереносящих белков, вовлечённых в пути первичного и вторичного метаболизма, включая ацилпереносящие белки синтаз жирных кислот и поликетидсинтаз (а также пептидилпереносящие и арилпереносящие белки синтетазы нерибосомных пептидов). Связывание субстрата осуществляется через богатую энергией тиоэфирную связь (с остатком тиоэтаноламина в составе фосфопантетеина).
Большая длина и гибкая структура простетической группы позволяет связанному с ней субстрату достигать различных активных сайтов в пределах мультиэнзимных комплексов (например, синтазы жирных кислот I типа), что увеличивает эффективную концентрацию концентрацию субстрата и позволяет осуществлять процесс синтеза в режиме «сборочной линии».

## Родственные белки
Ацилпереносящие белки сходны по структуре и механизму работы с пептидилпереносящими белками синтетаз нерибосомных пептидов.